# Раич, Иво
Иво Раич Лонийски (Лоньски) (хорв. Ivo Raić; 23 июня 1881, Загреб, Австро-Венгрия — 16 июня 1931, Загреб, Королевство Югославия) — хорватский актёр, режиссёр и театральный деятель.

## Биография
Актёрскому мастерству обучался в 1896—1898 годах в драматической школе в Загребе, затем в Вене. Дебютировал на театральной сцене в 1901 году в Берлине. Затем был членом театральных коллективов Берлина, Праги, Гамбурга и Будапешта, играл на немецком, чешском и венгерском языках.
В 1902—1905 годах — актёр Национального театра в Праге, в 1905—1909 годах — Гамбургского городского театра.
С 1909 года — актёр и режиссёр Хорватского национального театра в Загребе. Постановщик театральных и оперных спектаклей.
Эмоциональный, утончённый актёр, Иво Раич испытал влияние декаданса и в то же время был склонен к излишней детализации. Пропагандируя психологическое углубление в персонаж и культивированное языковое выражение, Раич достиг больших актёрских успехов, психологически интерпретируя сложные персонажи и роли своего репертуара.
В своих постановках, как режиссёр, стремился создать особую атмосферу действия, большое внимание уделял работе с актёром. Как драматический и оперный режиссер Иво Раич обогатил хорватскую сцену принципами современной режиссуры, реформировав режиссуру как организационно (больше репетиций, отказ от системы действующих «звезд»), так и эстетически (отказ от натуралистического подхода, символическая стилизация пространства, создающие атмосферу, драматургически функциональное светообразование). Значительные преобразования осуществил в области сценического освещения.

## Избранные роли
- Ромео («Ромео и Джульетта» Шекспира),
- Георг («Гёц фон Берлинхинген» Гёте),
- Освальд («Привидения» Г. Ибсена),
- Герегерс («Дикая утка» Г. Ибсена),
- Малипьеро («Госпожа с подсолнечником» Войновича),
- Дядя Ваня («Дядя Ваня» Чехова)
- Мориц («Пробуждение весны» Ф. Ведекинда и др.

## Избранные постановки
- «Росмерсхольм» (Г. Ибсена, 1910),
- «Разбойники» (Джузеппе Верди, 1911),
- «Гамлет» (Шекспира, 1929).